# قتل الربيع (مسلسل)
قتل الربيع، مسلسل سوري من إخراج يوسف رزق وتأليف هاني السعدي.

## تمثيل
- منى واصف.
- عباس النوري.
- اسعد فضة.
- نادين الخوري.
- سامر المصري.
- مرح جبر.
- سليم كلاس.
- وفاء موصللي.
- فرح بسيسو
- ميلاد يوسف.
- مكسيم خليل.
- جهاد سعد.
- إمارات رزق.
- فاديا خطاب.
- نسرين الحكيم.
- ليث المفتي.
- إياس أبو غزالة.
- وائل شرف.
- قيس شيخ نجيب.
- فائق عرقسوسي.
- روعة ياسين.
- تولاي هارون.
- ربى السعدي.
- روعة السعدي.
- سليمان رزق.
- صالح الحايك